# Pelle Nordström
Pelle Nordström, född 18 december 1884, död 9 december 1963, var en svensk vissångare.
Efter studentexamen 1904 började Nordström arbeta på posten, där han sedan var verksam hela livet. Vid sidan om det arbetet debuterade han 1915 som lutsångare och blev känd över hela landet genom turnéer och framträdanden i radio. Han hade en stor och bred repertoar och spelade in många grammofonskivor. Han var den förste som spelade in visor av Birger Sjöberg (1925), bland annat Den första gång jag såg dig och Fjärilen på Haga. Han spelade också in många sånger av Evert Taube och den sista skivan han gjorde var med sånger av Bellman. Ett 40-tal inspelningar finns registrerade i SMDB från 1920-talet till 1955. Nordström var ledamot av Samfundet Visans vänner.